# Mont-de-Vougney
Mont-de-Vougney är en kommun i departementet Doubs i regionen Bourgogne-Franche-Comté i östra Frankrike. Kommunen ligger i kantonen Maîche som tillhör arrondissementet Montbéliard. År 2022 hade Mont-de-Vougney 195 invånare.

## Befolkningsutveckling
Antalet invånare i kommunen Mont-de-Vougney
Referens:INSEE